# Lars Yngström

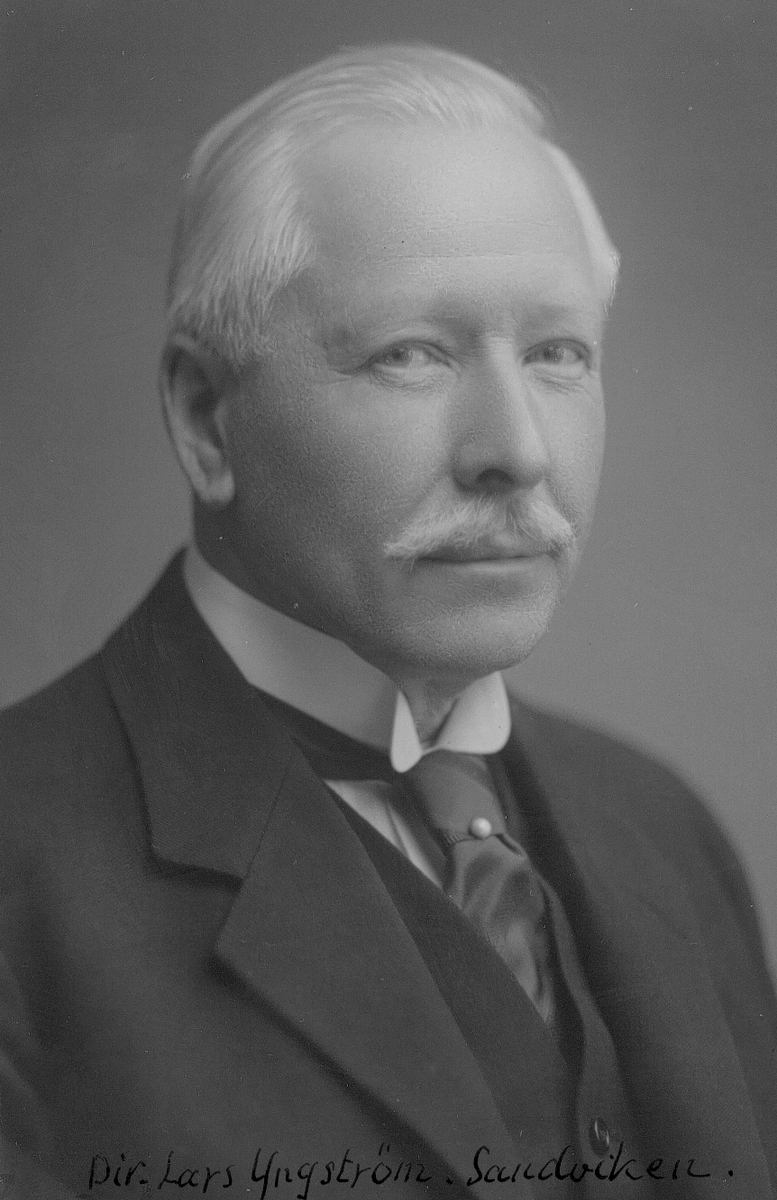
Lars Yngström.

Lars Yngström, född 10 augusti 1870 i Karlskoga, död 13 juni 1944 i Hinsnoret utanför Falun, var en svensk bergsingenjör, metallurg och företagsledare. 

## Biografi
Lars Yngström var son till bruksägaren Carl Johan Yngström (1814–1907) och dennes hustru Lovisa (1833–1898).
Efter studentexamen i Örebro 1889 studerade Yngström vid Bergshögskolan (KTH) i Stockholm och utexaminerades 1893. Åren 1893–1896 tjänstgjorde han som bruksförvaltare åt sin far vid Valsåsens bruk. Åren 1896–1897 företog han utrikesstudieresor, bland annat till professor Henri Moissans laboratorium i Paris. Han blev efter hemkomsten rekryterad av disponent Erik Johan Ljungberg vid Stora Kopparbergs bergslags AB som arbetschef för byggandet av Kvarnsvedens pappersbruk; ett uppdrag som Yngström hade åren 1897–1900. Han var intendent vid Falu gruva 1900–1911; under åren 1903–1911 var han vice disponent i Bergslaget och därtill verkställande direktör vid Vagn- & Maskinfabriksaktiebolaget i Falun. 
Yngström ledde även bygget av Bullerforsens kraftverk och en experimentverksamhet med elektrisk malmsmältning vid Domnarvets Jernverk. Han lämnade sina uppdrag för Bergslaget 1911 och bedrev tillsammans Axel Lindblad experiment med elektrisk smältning. För ändamålet anlades Sandsta elektriska smältverk i Hagge utanför Ludvika 1912; en anläggning som Yngström ägde fram till 1916. Då inträdde han i Sandvikens styrelse och blev 1920 teknisk chef vid Sandvikens Jernverk; ett uppdrag som han hade till sin pensionering 1938. Bland Yngströms många förtroendeuppdrag kan nämnas styrelseledamot i Svenska Arbetsgivareföreningen 1908–1823 samt Järnbruksförbundets styrelse 1921–1938.
Vid sidan av sin professionella karriär var Yngström intresserad och engagerad i sociala frågor och i allt från idrott, konst, musik och sång till filosofi, humanism och kristen tro.  En i Vår Lösen införd artikel 1918 av Gunnar Hirdman, vänstersocialist i Västerås som var välvillig mot kyrkan, intresserade Yngström som nybliven prenumerant. Det fick honom att ta kontakt med redaktionen och han fick då också kontakt med ärkebiskop Nathan Söderblom. I september 1918 hölls ett möte hos ärkebiskopen för intresserade för att diskutera frågan om lekmännens förhållande till kyrkan. Yngström var en av de inbjudna. Ärkebiskopen uttryckte under mötet sin oro för att stora grupper av den svenska kyrkans medlemmar stod utanför räckvidden för kyrkans inflytande. Yngström föreslog då en ny sammankomst för präster och lekmän, där man skulle diskutera orsakerna till kyrkans vanmakt i det avseendet och också botemedel mot situationen. Förslaget mottogs först kallsinnigt, men fick starkt understöd av Manfred Björkquist, som anbefallde på Sigtunastiftelsen och ansåg att stiftelsen var en lämplig mötesplats. Där hölls under november 1918 två möten med en samling utvalda, hälften teologer och  hälften lekmän för att diskutera frågan. På förslag av Karl Nordlund, folkskoleinspektör i Stockholm, beslöt de närvarande, att diskussionsinläggen skulle utges i bokform och att flera personer skulle inbjudas att medverka. Bokens redaktion utgjordes av Björkqvist, teologen Torsten Bohlin och Nordlund. Bokens första del ”Det andliga nutidsläget och kyrkan” utkom i februari 1919, andra och tredjedelen på hösten samma år. Yngström var en av grundarna av Sveriges Religiösa Reformförbund 1929. Som byggnadskommittéordförande bidrog Yngström till uppförandet av församlingshem i Sandviken 1923, Sandvikens nya kyrka som invigdes 1931 och Sandvikens krematorium med kapellsal som invigdes 1935. 
Yngström gifte sig med Zi Hofflund (1881–1958) den 24 september 1909 och de fick tillsammans fyra söner. Sonen Carl-Johan, (1917-68)  fick tillsammans med hustrun Margit Elisabet  (1915-99)   f. Nordenström   . sonen och sedermera rockmusikern Clas Yngström.